# Julien Tshiala
Julien Tshiala de Wouters d'Oplinter (22 september 1986) is een Belgisch profvoetballer die uitkomt voor RE Virton. Hij speelt meestal als verdediger.
Tshiala begon als zesjarige met voetballen ES Boninne, in de gelijknamige deelgemeente van Namen. Hij trad in zijn jeugd aanvankelijk aan als aanvaller, maar werd omgevormd tot verdediger of verdedigende middenvelder. In 2004 werd Tshiala profspeler bij US Walhain. Daar speelde hij 55 wedstrijden alvorens de overstap te wagen naar UR Namur. Deze club was net naar de Tweede Klasse gepromoveerd. Tshiala dwong mee behoud af. Na het seizoen 2007/08 tekende de ondertussen 22-jarige Tshiala een contract voor drie jaar bij Lierse SK.
Als nazaat van de familie Tshiala de Wouters d'Oplinter (waartoe ook tv-presentatrice Marlène de Wouters behoort) heeft Tshiala adellijke roots.

## Statistieken
| seizoen | club                | land   | competitie   | wed | goals |
| ------- | ------------------- | ------ | ------------ | --- | ----- |
| 2005/06 | Wallonia Walhain CG | België | Derde Klasse | 26  | 2     |
| 2006/07 | Wallonia Walhain CG | België | Derde Klasse | 29  | 0     |
| 2007/08 | UR Namur            | België | Exqi League  | 28  | 1     |
| 2008/09 | K Lierse SK         | België | Exqi League  | 38  | 1     |
| 2009/10 | K Lierse SK         | België | Exqi League  | 12  | 0     |
|         |                     |        | Totaal       | 133 | 4     |

Laatst bijgewerkt 08-04-10